# Hemidactylus
Genre
Synonymes
- Cosymbotus Fitzinger, 1843
- Teratolepis Günther, 1870
- Dravidogecko Smith, 1933
- Briba Amaral, 1935

Hemidactylus est un genre de geckos de la famille des Gekkonidae. C'est le genre de lézard le plus répandu au monde avec plus de 190 espèces. 
Les espèces les plus communes sont les geckos de maisons comme le Tjictjac ou Gecko asiatique (H. frenatus), l'Hémidactyle indo-pacifique (H. garotii), le Gecko mabouia (H. mabouia), l'Hémidactyle verruqueux (H. turcicus) et H. platyurus, qui ont colonisé toutes les régions tropicales et subtropicales de la planète.

## Répartition
Les espèces de ce genre se rencontrent presque toujours en Afrique, en Asie et en Océanie ; et beaucoup plus rarement en Amérique du Sud (seules trois espèces en sont originaires dont Hemidactylus palaichthus).

## Description
Ces geckos sont arboricoles et nocturnes et vivent dans des forêts humides. Les mâles ont souvent la possibilité de vocaliser. Leur taille varie de 50 ou 60 mm à près de 200 mm. Leur coloration varie en général autour du brun clair ou foncé et du jaune pâle, avec la présence fréquente de bandes ou de taches. Un certain nombre d'espèces possèdent une queue préhensile.
Toutes les espèces sont ovipares et pondent un ou deux œufs à coquille dure, souvent plusieurs fois dans l'année.
Certaines espèces comme l'Hémidactyle indo-pacifique sont supposées parthénogénétiques, et peuvent même exister à la fois avec une reproduction sexuée et parthénogénétique.

## Liste des espèces
Selon The Reptile Database (24 janvier 2025) :
- Hemidactylus aaronbaueri Giri, 2008
- Hemidactylus acanthopholis Mirza & Sanap, 2014
- Hemidactylus achaemenidicus Torki, 2019[4]
- Hemidactylus adensis Šmíd et al., 2015
- Hemidactylus aemulus Kumar et al., 2022[5]
- Hemidactylus afarensis Šmíd et al., 2020[6]
- Hemidactylus agrius Vanzolini, 1978
- Hemidactylus albituberculatus Trape, 2012
- Hemidactylus albivertebralis Trape & Böhme, 2012
- Hemidactylus albofasciatus Grandison & Soman, 1963
- Hemidactylus albopunctatus (Loveridge, 1947)
- Hemidactylus alfarraji Šmíd et al., 2016[7]
- Hemidactylus alkiyumii Carranza & Arnold, 2012
- Hemidactylus almakhwah Šmíd et al., 2022[8]
- Hemidactylus angulatus Hallowell, 1854
- Hemidactylus ansorgii Boulenger, 1901
- Hemidactylus aporus Boulenger, 1906
- Hemidactylus aquilonius McMahan & Zug, 2007
- Hemidactylus arnoldi Lanza, 1978
- Hemidactylus asirensis Šmíd et al., 2016[7]
- Hemidactylus awashensis Šmíd et al., 2015
- Hemidactylus barbierii Sindaco et al., 2007
- Hemidactylus barbouri Loveridge, 1942
- Hemidactylus barodanus Boulenger, 1901
- Hemidactylus bavazzanoi Lanza, 1978
- Hemidactylus bayonii Bocage, 1893
- Hemidactylus benguellensis Bocage, 1893
- Hemidactylus beninensis Bauer et al., 2006
- Hemidactylus biokoensis Wagner et al., 2014
- Hemidactylus boavistensis (Boulenger, 1906)
- Hemidactylus bouvieri (Bocourt, 1870)
- Hemidactylus bowringii (Gray, 1845)
- Hemidactylus brasilianus Amaral, 1935
- Hemidactylus brookii Gray, 1845
- Hemidactylus carivoensis Lobón-Rovira et al., 2021[9]
- Hemidactylus chikhaldaraensis Agarwal et al., 2019[10]
- Hemidactylus chipkali Mirza & Raju, 2017[11]
- Hemidactylus cinganji Lobón-Rovira et al., 2021[9]
- Hemidactylus citernii Boulenger, 1912
- Hemidactylus coalescens Wagner et al., 2014
- Hemidactylus craspedotus Mocquard, 1890
- Hemidactylus curlei Parker, 1942
- Hemidactylus dawudazraqi Moravec et al., 2011
- Hemidactylus depressus Gray, 1842
- Hemidactylus dracaenacolus Rösler & Wranik, 1999
- Hemidactylus easai Das et al., 2022[12]
- Hemidactylus echinus O'Shaughnessy, 1875
- Hemidactylus endophis Carranza & Arnold, 2012
- Hemidactylus eniangii Wagner et al., 2014
- Hemidactylus farasani Šmíd et al., 2022[8]
- Hemidactylus fasciatus Gray, 1842
- Hemidactylus faustus Lobón-Rovira et al., 2021[9]
- Hemidactylus festivus Carranza & Arnold, 2012
- Hemidactylus flavicauda Lajmi et al., 2020[13]
- Hemidactylus flaviviridis Rüppell, 1835
- Hemidactylus forbesii Boulenger, 1899
- Hemidactylus foudaii Baha El Din, 2003
- Hemidactylus fragilis Calabresi, 1915
- Hemidactylus frenatus Duméril & Bibron, 1836
- Hemidactylus funaiolii Lanza, 1978
- Hemidactylus garnotii Duméril & Bibron, 1836
- Hemidactylus giganteus Stoliczka, 1871
- Hemidactylus gleadowi Murray, 1884
- Hemidactylus gracilis Blanford, 1870
- Hemidactylus gramineus Ceríaco et al., 2021[14]
- Hemidactylus granchii Lanza, 1978
- Hemidactylus graniticolus Agarwal et al., 2011
- Hemidactylus granosus Heyden, 1827
- Hemidactylus granti Boulenger, 1899
- Hemidactylus greeffii Bocage, 1886
- Hemidactylus gubanensis Mazuch et al., 2024[15]
- Hemidactylus gujaratensis Giri et al., 2009
- Hemidactylus hajarensis Carranza & Arnold, 2012
- Hemidactylus hegdei Pal & Mirza, 2022[16]
- Hemidactylus hemchandrai Dandge & Tiple, 2015
- Hemidactylus homoeolepis Blanford, 1881
- Hemidactylus huluul Mazuch et al., 2024[15]
- Hemidactylus hunae Deraniyagala, 1937
- Hemidactylus imbricatus (Bauer et al., 2008)
- Hemidactylus inexpectatus Carranza & Arnold, 2012
- Hemidactylus inintellectus Sindaco et al., 2009
- Hemidactylus isolepis Boulenger, 1895
- Hemidactylus ituriensis Schmidt, 1919
- Hemidactylus jubensis Boulenger, 1895
- Hemidactylus jumailiae Busais & Joger, 2011
- Hemidactylus kamdemtohami Bauer & Pauwels, 2002
- Hemidactylus kangerensis Mirza et al., 2017[17]
- Hemidactylus karenorum (Theobald, 1868)
- Hemidactylus kimbulae Amarasinghe et al., 2021[18]
- Hemidactylus klauberi Scortecci, 1948
- Hemidactylus kolliensis Agarwal et al., 2019[10]
- Hemidactylus kundaensis Trape, 2012
- Hemidactylus kushmorensis Murray, 1884
- Hemidactylus kyaboboensis Wagner et al., 2014
- Hemidactylus laevis Boulenger, 1901
- Hemidactylus lamaensis Ullenbruch et al., 2010
- Hemidactylus lankae Deraniyagala, 1953
- Hemidactylus lanzai Šmíd et al., 2020[6]
- Hemidactylus laticaudatus Andersson, 1910
- Hemidactylus lavadeserticus Moravec & Böhme, 1997
- Hemidactylus lemurinus Arnold, 1980
- Hemidactylus leschenaultii Duméril & Bibron, 1836
- Hemidactylus longicephalus Bocage, 1873
- Hemidactylus lopezjuradoi Arnold et al., 2008
- Hemidactylus luqueorum Carranza & Arnold, 2012
- Hemidactylus mabouia (Moreau de Jonnès, 1818)
- Hemidactylus macropholis Boulenger, 1896
- Hemidactylus maculatus Duméril & Bibron, 1836
- Hemidactylus mahonyi Adhikari et al., 2022[19]
- Hemidactylus makolowodei Bauer et al., 2006
- Hemidactylus malcolmsmithi (Constable, 1949)
- Hemidactylus mandebensis Šmíd et al., 2015
- Hemidactylus masirahensis Carranza & Arnold, 2012
- Hemidactylus matschiei (Tornier, 1901)
- Hemidactylus megalops Parker, 1932
- Hemidactylus mercatorius Gray, 1842
- Hemidactylus mindiae Baha El Din, 2005
- Hemidactylus minutus Vasconcelos & Carranza, 2014
- Hemidactylus modestus (Günther, 1894)
- Hemidactylus montanus Busais & Joger, 2011
- Hemidactylus mrimaensis Malonza & Bauer, 2014
- Hemidactylus multisulcatus Sayyed et al., 2023[20]
- Hemidactylus muriceus Peters, 1870
- Hemidactylus murrayi Gleadow, 1887
- Hemidactylus newtoni Ferreira, 1897
- Hemidactylus nicolauensis Vasconcelos et al., 2020[21]
- Hemidactylus nzingae Ceríaco et al., 2020[22]
- Hemidactylus ophiolepis Boulenger, 1903
- Hemidactylus ophiolepoides Lanza, 1978
- Hemidactylus oxyrhinus Boulenger, 1899
- Hemidactylus paaragowli Srikanthan et al., 2018[23]
- Hemidactylus paivae Ceríaco et al., 2020[22]
- Hemidactylus pakkamalaiensis Narayanan et al., 2023[24]
- Hemidactylus palaichthus Kluge, 1969
- Hemidactylus parvimaculatus Deraniyagala, 1953
- Hemidactylus paucifasciatus Mohapatra et al., 2023[25]
- Hemidactylus pauciporosus Lanza, 1978
- Hemidactylus paucituberculatus Carranza & Arnold, 2012
- Hemidactylus persicus Anderson, 1872
- Hemidactylus pfindaensis Lobón-Rovira et al., 2021[9]
- Hemidactylus pieresii Kelaart, 1852
- Hemidactylus platycephalus Peters, 1854
- Hemidactylus platyurus (Schneider, 1797)
- Hemidactylus prashadi Smith, 1935
- Hemidactylus principensis Miller et al., 2012
- Hemidactylus pseudomuriceus Henle & Böhme, 2003
- Hemidactylus pseudoromeshkanicus Torki, 2019[4]
- Hemidactylus puccionii Calabresi, 1927
- Hemidactylus pumilio Boulenger, 1899
- Hemidactylus quartziticolus Khandekar et al., 2023[26]
- Hemidactylus raya Kumar et al., 2022[5]
- Hemidactylus reticulatus Beddome, 1870
- Hemidactylus richardsonii (Gray, 1845)
- Hemidactylus rishivalleyensis Agarwal et al., 2020[27]
- Hemidactylus robustus Heyden, 1827
- Hemidactylus romeshkanicus Torki, 2011
- Hemidactylus ruspolii Boulenger, 1896
- Hemidactylus saba Busais & Joger, 2011
- Hemidactylus sahgali Mirza et al., 2018[28]
- Hemidactylus sankariensis Agarwal et al., 2019[10]
- Hemidactylus sassanidianus Torki, 2019[4]
- Hemidactylus sataraensis Giri & Bauer, 2008
- Hemidactylus saxicolus Kumar et al., 2022[5]
- Hemidactylus scabriceps (Annandale, 1906)
- Hemidactylus shihraensis Busais & Joger, 2011
- Hemidactylus sinaitus Boulenger, 1885
- Hemidactylus sirumalaiensis Khandekar et al., 2020[29]
- Hemidactylus siva Srinivasulu et al., 2018[30]
- Hemidactylus smithi Boulenger, 1895
- Hemidactylus somalicus Parker, 1932
- Hemidactylus squamulatus Tornier, 1896
- Hemidactylus srikanthani Adhikari et al., 2022[19]
- Hemidactylus stejnegeri Ota & Hikida, 1989
- Hemidactylus sushilduttai Giri et al., 2017[31]
- Hemidactylus tamhiniensis Khandekar et al., 2020[32]
- Hemidactylus tanganicus Loveridge, 1929
- Hemidactylus tasmani Hewitt, 1932
- Hemidactylus taylori Parker, 1932
- Hemidactylus tenkatei Lidth de Jeude, 1895
- Hemidactylus thayene Zug & McMahan, 2007
- Hemidactylus treutleri Mahony, 2009
- Hemidactylus triedrus (Daudin, 1802)
- Hemidactylus tropidolepis Mocquard, 1888
- Hemidactylus turcicus (Linnaeus, 1758)
- Hemidactylus ulii Šmíd et al., 2013
- Hemidactylus vanam Chaitanya et al., 2018[33]
- Hemidactylus varadgirii Chaitanya et al., 2019[34]
- Hemidactylus vernayi Ceríaco et al., 2020[35]
- Hemidactylus vietnamensis Darevsky et al., 1984
- Hemidactylus vijayraghavani Mirza, 2018[36]
- Hemidactylus whitakeri Mirza et al., 2018[28]
- Hemidactylus xericolus Lajmi et al., 2020[13]
- Hemidactylus yajurvedi Murthy et al., 2015
- Hemidactylus yerburii Anderson, 1895

## Étymologie
Le nom de ce genre, Hemidactylus, vient du grec ημι, « moitié », et de δακτυλος, « doigt », en référence au fait que la deuxième moitié du doigt est mince et grêle chez ces espèces.

## Publication originale
- Oken, 1817 : Isis oder Encyclopadische Zeitung. vol. 1 (texte intégral).